# Parménides de Camarina
Parménides de Camarina (en griego antiguo: Παρμενίδης Καμαριναῖος, siglo VI a. C.) fue un atleta olímpico de la Antigüedad nacido en la ciudad de Camarina en la Magna Grecia.
Resultó ganador de la carrera a pie del estadio (la longitud de un estadio eran aproximadamente 192 m) durante los 63.º Juegos Olímpicos, en el 528 a. C.
Eusebio de Cesarea lo menciona en su libro Crónica como campeón olímpico.